# Евристика доступності
Евристика доступності (англ. Availability heuristic) — це ментальне «скорочення шляху», яке спирається на безпосередні приклади, які приходять на думку певної людини при оцінці конкретної теми, концепції, методу або рішення. Евристика доступності виходить з припущення, що якщо щось пригадується, то воно має бути важливим, або принаймні більш важливим, ніж альтернативні рішення, які не так легко пригадуються. Відповідно, за евристикою доступності, люди схильні часто сильніше схиляти свої судження щодо більш нової інформації, створюючи нові думки, упереджені на користь останніх новин.
Наявність наслідків, пов'язаних з діями, позитивно корелює з уявленнями про величину наслідків цієї дії. Іншими словами, чим легше пригадати наслідки чогось, тим більш значними сприймаються такі наслідки. Дуже яскраво, що люди часто покладаються на зміст свого пригадування, якщо його наслідки не ставляться під сумнів труднощами, які вони відчувають пригадуванні відповідного матеріалу.

## Огляд та історія
До праць Канемана і Тверського, переважною точкою зору у сфері людського судження було те, що люди є раціональними суб'єктами. Проте, наприкінці 1960-х і на початку 1970-х років, Амос Тверський і Деніел Канеман почали працювати над серією статей, які вивчали «евристичність і упередження», що використовуються при судженні в умовах невизначеності. Вони пояснили, що судження в умовах невизначеності часто спирається на обмежену кількість спрощуючих евристик, а не на значну алгоритмічну обробку. Незабаром ця ідея поширилася за межі академічної психології, у право, медицину та політологію. Це дослідження поставило під сумнів описову адекватність ідеалізованих моделей судження і запропонувало розуміння когнітивних процесів, яке пояснювало людську помилку, не застосовуючи мотивовану ірраціональність. Однією спрощуючою стратегією, на яку люди можуть покладатися, є тенденція приймати рішення про частоту події, на основі того, скільки подібних випадків пригадується. У 1973 році Амос Тверський і Деніел Канеман вперше вивчили це явище і назвали його «евристикою доступності». Евристика доступності — це «скорочення шляху» у розумі, яке спирається на безпосередні приклади, які приходять на думку певної особи при оцінці конкретної теми, концепції, методу або рішення. Таким чином, люди схильні використовувати легкодоступний факт, щоб обґрунтовувати свої переконання щодо порівняно віддаленої концепції. З цією евристикою було проведено багато досліджень, але дослідження з цього питання залишаються сумнівними щодо процесу в основі. Дослідження показують, що маніпуляції, спрямовані на збільшення суб'єктивного досвіду легкого нагадування, також можуть вплинути на обсяг нагадування. Крім того, це ускладнює визначення того, чи отримані оцінки частоти, ймовірності або типовості базуються на феноменальному досвіді учасників або на упередженому виборі згаданої інформації.
Проте, деякі підручники вибрали останню інтерпретацію, представляючи евристику доступності як те, що «судження людини завжди базуються на тому, що приходить на думку». Наприклад, якщо людину запитають, чи в англійській мові більше слів, що починаються з t — або з k, людина, ймовірно, зможе придумати більше слів, що починаються з літери t, і зробить висновок, що t зустрічається частіше, ніж k.

## Дослідження
Чапмен у праці 1967 року описав упередженість у оцінці частоти, з якою відбуваються дві події. Ця демонстрація показала, що спільна поява парних стимулів призвела до того, що учасники переоцінювали частоту сполучень. Для перевірки цієї ідеї учасникам було надано інформацію про декількох гіпотетичних психічних пацієнтів. Дані для кожного пацієнта включали клінічний діагноз і малюнок, зроблений пацієнтом. Пізніше учасники оцінили частоту, з якою кожен діагноз супроводжувався різними особливостями малюнка. Випробовувані значно переоцінювали частоту цієї спільної події (наприклад, підозрілість і своєрідні очі). Цей ефект був названий ілюзорною кореляцією. Тверський і Канеман висловили припущення, що доступність забезпечує природний рахунок ілюзорно-кореляційного ефекту. Сила асоціації між двома подіями може стати основою для судження про те, як часто відбуваються дві події. Коли асоціація є сильною, частіше робиться висновок про те, що події часто спарювалися. Сильні асоціації будуть розглядатися як такі, що часто відбувалися разом.
У першому дослідженні Тверського та Канемана про евристику доступності, суб'єктів запитували: «Якщо випадкове слово взято з англійського тексту, то ймовірніше, що слово починається з K, або що K — третя буква цього слова?» Вони стверджували, що англомовні люди негайно придумають багато слів, які починаються з букви «К» (англ. kangaroo, kitchen, kale), але для того, щоб подумати про слова, в яких «К» третя буква (англ. acknowledge, ask), потрібно значно більше концентрації та зусиль. Результати показали, що учасники переоцінювали кількість слів, що починалися з букви «К», і недооцінювали кількість слів, що мали «К» як третю букву. Тверський і Канеман прийшли до висновку, що люди відповідають на такі питання, порівнюючи доступність двох категорій і оцінюючи, наскільки легко вони можуть пригадати ці випадки. Іншими словами, легше думати про слова, які починаються з «K», ніж про слова з «K» як третьою буквою. Таким чином, люди вважають, що слова, що починаються з «K», є більш поширеним явищем. Насправді, звичайний текст містить у два рази більше слів, що мають «K» як третю букву, ніж «K» як першу літеру. А в цілому в англійській мові в три рази більше слів з «K» на третьому місці, ніж слів, що починаються з «K».
У свою працю Тверський та Канеман включили висновки з кількох інших досліджень, які також демонструють підтримку евристики доступності. Окрім результатів дослідження «К», вони також знайшли:
Учасникам було показано дві візуальні структури і попросили вибрати структуру, яка мала більше шляхів. Учасники побачили більше шляхів у структурі, яка мала більш очевидні шляхи. У структурі, яку вибрали учасники, було більше стовпців і коротших очевидних шляхів, що зробило їх більш доступними для них. Коли учасників попросили виконати завдання, пов'язані з оцінкою, вони часто недооцінювали кінцевий результат. Учасники обґрунтували свою остаточну оцінку швидким першим враженням про проблему. Учасникам було особливо складно, коли проблеми складалися з декількох кроків, тому, що учасники базували свою оцінку на початковому враженні. Учасники не змогли врахувати високі темпи зростання на наступних етапах через враження, яке вони склали на початкових етапах. Це було продемонстровано знову в задачі, в якій учасників просили оцінити відповідь на завдання множення, в якому числа були представлені як 1x2x3x4x5x6x7x8 або 8x7x6x5x4x3x2x1. Учасники, яким першими в рівнянні були проставлені більші числа (8x7x6 …), оцінили результат множення значно вище, ніж учасники, в яких у рівнянні першими йшли нижчі числа (1x2х3). . .). Для оцінки учасникам було надано короткий проміжок часу, недостатній для точного розрахунку; таким чином, учасники засновували свої оцінки на тому, що було легко доступним — в даному випадку було першими кількома числами в послідовності.

## Пояснення
Багато дослідників намагалися визначити психологічний процес, який створює евристику доступності.
Тверський і Канеман стверджували, що кількість прикладів, згаданих з пам'яті, використовується для визначення частоти, з якою відбуваються такі випадки. У експерименті, щоб перевірити це пояснення, учасники слухали списки імен, що містять або 19 відомих жінок і 20 менш відомих чоловіків або 19 відомих чоловіків і 20 менш відомих жінок. Згодом деяких учасників попросили згадати якомога більше імен, тоді як інших попросили оцінити, хто у списку згадувався частіше — чоловічі чи жіночі імена. Імена більш відомих знаменитостей пригадувалися частіше в порівнянні з менш відомими. Більшість учасників неправильно вважали, що гендер, пов'язаний з більш відомими іменами, представлений частіше, ніж гендер, пов'язаний з менш відомими іменами. Тверський і Канеман стверджують, що хоча евристика доступності є ефективною стратегією в багатьох ситуаціях, використання цієї евристики при оцінці ймовірності може призвести до передбачуваних моделей помилок.
Шварц та його колеги, з іншого боку, запропонували пояснення легкості пошуку, в якому для виведення частоти даного класу використовується легкість, з якою приклади приходять на розум, а не кількість прикладів. У дослідженні Шварца і його колег, виконаному для перевірки їх пояснень, учасників попросили згадати або шість, або дванадцять прикладів їх напористої або дуже ненапористої поведінки. Згодом учасникам було запропоновано оцінити свою власну впевненість. Претестінг показав, що, хоча більшість учасників здатні генерувати дванадцять прикладів, це було важким завданням. Результати показали, що учасники оцінили себе як більш напористі після опису шести прикладів асертивної поведінки у порівняні з умовою пригадування неасертивної поведінки, але оцінили себе як менш напористі після опису дванадцяти прикладів асертивної поведінки у порівнянні з умовою неасертивної поведінки. Дослідження показало, що ступінь, до якої згаданий зміст вплинув на судження, визначається легкістю, з якою зміст може пригаданий (легше було згадати 6 прикладів, ніж 12), а не кількістю пригаданого змісту.
Дослідження Вога (1999) розглядало наслідки невизначеності у використанні евристики доступності. Студентів коледжу попросили перерахувати три або вісім різних методів навчання, які вони могли б використовувати, щоб отримати найвищий бал на своїх випускних іспитах. Дослідники також маніпулювали часом протягом семестру, коли вони просили студентів завершити анкету. Близько половини учасників попросили описати методи навчання протягом третього тижня занять, а іншу половину — на останній день занять. Далі, учасникам було запропоновано оцінити, наскільки ймовірно, що вони отримають найвищий бал в найпростіших і найскладніших предметах. Потім учасникам було запропоновано класифікувати труднощі, яких вони зазнали при пригадуванні раніше наведених прикладів. Дослідники висунули гіпотезу, що студенти використовують евристику доступності, засновану на кількості методів дослідження, які вони перерахували, щоб передбачити їхню оцінку лише тоді, коли про неї питають на початку семестру і коли запитують про результати найскладнішого іспиту; не очікувалося, що студенти будуть використовувати евристику доступності, щоб передбачити їхню оцінку при опитуванні наприкінці семестру або про найпростіший остаточний результат. Дослідники передбачили використання евристики доступності тому, що учасники не були б впевнені в своїй роботі протягом семестру. Результати показали, що студенти використовували евристику доступності, засновану на легкості пригадування перерахованих ними методів дослідження, для прогнозування їхньої продуктивності, коли їх запитували на початку семестру, і про найважчі кінцеві результати. Якщо студенти перерахували лише три методи навчання, то вони передбачали вищу оцінку наприкінці семестру тільки на найважчому іспиті. Якщо студенти перерахували вісім методів навчання, їм було важче згадати про методи і, таким чином, вони прогнозували нижчу кінцеву оцінку на найважчих іспитах. Ці результати не були помічені для легких іспитів, оскільки студенти були впевнені, що отримають найвищий бал незалежно від методу навчання. Результати підтверджували цю гіпотезу і свідчили про те, що рівні невизначеності впливають на використання евристики доступності.

## Застосування

### ЗМІ
ЗМІ можуть сприяти розвитку упередження прикладу людини внаслідок більш широкого та інтенсивного висвітлення незвичайних подій, таких як убивство, авіаційна пригода, напад акули чи блискавка, і меншого висвітлення більш рутинних, менш сенсаційних подій, таких як звичайні хвороби чи ДТП. Так, коли людей просять оцінити ймовірність різних причин смерті, люди мають тенденцію оцінювати події, які потрапляють у новини, більш ймовірними, оскільки вони легше пригадують такий приклад з пам'яті.
Наприклад, багато людей вважають, що ймовірність померти від нападу акул є більшою ймовірності померти від попадання падаючих частин літака; але фактично за статистикою більше людей гинуть від падіння частин літака. Коли відбувається атака акули, смерть широко повідомляється в засобах масової інформації, тоді як смерть внаслідок попадання падіння частин літака рідко повідомляється в ЗМІ.
У дослідженні 2010 року, в якому вивчалося, як використовуються яскраві телевізійні образи при формуванні суджень соціальної реальності, люди, які дивилися яскраві сюжети по насилля, давали більш високі оцінки поширеності злочинності та аморальності поліції в реальному світі, ніж ті, які не цього не робили. Ці результати свідчать, що телевізійне насильство може насправді мати прямий причинний вплив на переконання учасників у соціальній реальності. Тривалий вплив яскравих сюжетів про насильство призводить до збільшення людьми оцінки ризику поширеності злочинів і насильства в реальному світі. Враховуючи ці висновки, науковці аналогічного дослідження стверджували, що ці ефекти можуть бути наслідком впливу нової інформації. Дослідники перевірили ефект нової інформації, показуючи фільми, що зображують драматичні ризикові події та оцінюючи оцінку ризику учасниками дослідження після фільму. На відміну від попередніх досліджень, вони не виявили впливу на сприйняття ризику під дією драматичних фільмів.

### Здоров'я
Дослідники вивчали роль когнітивної евристики в процесі оцінки ризику СНІДу. В анкетуванні 331 лікар відповідав на питання про занепокоєння з приводу ВІЛ — інфекції на робочому місці та досвід роботи з пацієнтами, які мають ВІЛ. Аналізуючи відповіді на роздані анкети, дослідники прийшли до висновку, що доступність інформації про СНІД не сильно корелює з презюмованим ризиком.
Учасники дослідження 1992 року читали описи хвороб гіпотетичних пацієнтів, які змінювалися за статтю та сексуальними уподобаннями. Ці гіпотетичні пацієнти виявляли симптоми двох різних захворювань. Учасникам було доручено вказати, яка хвороба у пацієнта на їх думку, а потім оцінювали відповідальність за пацієнта та бажаність взаємодії. Відповідно до евристики доступності, було обрано або більш поширене (грип), або більш обговорюване у ЗМІ (СНІД) захворювання.

### Бізнес і економіка
Одне дослідження прагнуло проаналізувати роль евристики доступності на фінансових ринках. Дослідники визначили і випробували два аспекти евристики доступності:
- Наявність результату   — наявність позитивних та негативних результатів інвестицій;
- Наявність ризику   — наявність фінансового ризику.[16]

У дні значних рухів на фондовому ринку аномальні реакції цін на акції до зростань слабкіші, ніж реакції на зниження. Ці ефекти доступності залишаються значними навіть після контролю на фактори, специфічні для конкретної події та компанії.
Аналогічно, дослідження показали, що, застосовуючи евристику доступності, люди не є надійними, оскільки вони оцінюють ймовірності шляхом надання більшої ваги поточній або легко згадуваній інформації, а не обробляють всю значущу інформацію. Оскільки інформація про поточний стан економіки є легкодоступною, дослідники спробували розкрити властивості бізнес-циклів для прогнозування упередження доступності в прогнозах росту аналітиків. Вони показали, що евристика доступності відіграє роль у аналізі прогнозів і тому має вплив на інвестиції.
Фактично, інвестори використовують евристику доступності для прийняття рішень, і внаслідок цього можуть перешкоджати своїм власним інвестиційним успіхам. Попередні сприйняття інвестора в умовах жорсткого ринкового середовища можуть викликати у них надмірно негативну оцінку інвестиційних можливостей, що робить його менш схильним до прийняття інвестиційного ризику, незалежно від того, наскільки невеликі прибутки очікуються від інвестицій, які сприймаються «надійними». Як приклад, щорічне дослідження «Global Investor Sentiment 1», проведене Franklin Templeton, запитало людей, як на їх думку поводився індекс S&P 500 у 2009, 2010 та 2011 роках. 66 % респондентів заявили, що вони вважають, що ринок був стабільним або падав у 2009 році, 48 % сказали те ж саме про 2010, а 53 % сказали те ж саме про 2011 рік. Насправді, S&P 500 отримав 26,5 % річних доходності у 2009 році, 15,1 % річних доходності у 2010 році та 2,1 % річних прибутків у 2011 році, що вказує на тривале сприйняття на основі драматичних, болісних подій, які впливають на прийняття рішень навіть тоді, коли ці події минули.
Крім того, дослідження, проведене Хейібором і Васілеським, показало, що наявність інших людей, які вважають, що певна дія є морально прийнятною, позитивно пов'язана зі сприйняттям іншими про моральність цієї дії. Це говорить про те, що евристика доступності також впливає на прийняття етичних рішень та етичну поведінку в організаціях.

### Освіта
Дослідження Крейга Р.Фокса дає приклад того, як евристика доступності може працювати у навчальній аудиторії. У дослідженні Фокс тестував, чи впливає складність пригадування на судження, особливо в оцінці курсу студентами. У дослідженні дві групи студентів заповнювали форму оцінки навчального курсу; першу групу він попросив написати дві рекомендації з покращення курсу (відносно легке завдання), а потім записати дві позитивні речі про курс; другу групу попросили написати десять пропозицій щодо покращення курсу професором (відносно важке завдання), а потім записати дві позитивні речі про курс. Наприкінці обидві групи попросили оцінити курс по шкалі від одного до семи. Результати показують, що студенти, які писали 10 пропозицій (складне завдання) були менш жорсткі в оцінці курсу, оскільки їм було важче пригадати інформацію.[чому?] Студенти, які мали легше завдання з двома пропозиціями, мали менше складнощів з доступністю інформації і оцінили курс більш жорстко.

### Кримінальне судочинство
Засоби масової інформації зазвичай фокусуються на насильницьких або екстремальних випадках, які є більш доступними для громадськості. Це може мати вплив, коли настає час для судової системи оцінювати і визначати належне покарання за злочин. В одному дослідженні респонденти оцінювали, наскільки вони погоджуються з гіпотетичними законами та політикою, наприклад, «Чи ви б підтримали закон, який зобов'язував усіх злочинців, які були засуджені за беззбройні пограбування, відбувати мінімум два роки ув'язнення?» Потім учасники читали справи і оцінювали кожну справу за декількома питаннями про покарання. Як передбачалося, респонденти легше згадували з довготривалої пам'яті історії, які включали серйозну шкоду, і це, здавалося, впливало на їхні вибір наполягати на більш для жорстких покараннях. Це упередження може бути усунуто шляхом додавання дуже конкретних або дуже контекстуально окремих деталей до історій злочинів з менш важкими травмами.
Подібне дослідження попросило присяжних і студентів обрати вироки для чотирьох важких кримінальних справ, в яких в'язниця була можливим, але не неминучим результатом винесення вироку. Респонденти, які відповідали на запитання про роботу суду над громадською думкою, сформулювали картину того, що роблять суди, а потім оцінювали доречність такої поведінки. Респонденти пригадували з публічної інформації про злочини і винесення вироків. Цей тип інформації є неповним, оскільки засоби масової інформації дають високо селективну і нерепрезентативну вибірку злочинів, зосереджуючи увагу на насильницьких і екстремальних, а не звичайних поширених. Це змушує більшість людей вважати, що судді є занадто м'якими. Проте, коли їх просили обрати покарання, вироки студентів були рівними або менш суворими, ніж ті, які давали судді. Іншими словами, евристика доступності змусила людей вважати, що судді і присяжні були занадто поблажливими в залі суду, але учасники обрали схожі вироки, коли їх поставили на місце судді, припускаючи, що інформація, яку вони згадували, була неправильною.
У дослідженні 1989 року тестувалось припущення у ролі присяжних учасники оцінюватимуть свідка більш ненадійним, якщо свідок правдиво свідчить перед тим, як сказати неправду, ніж коли свідок був спійманий на брехні спочатку перед тим, як далі говорити правду. Якщо евристика доступності відігравала певну роль у цьому, факт брехні пізніше (після правди) мав залишитися у свідомості присяжних (оскільки він був більш новим), і вони, швидше за все, запам'ятають брехню свідка, а не його правдивість. Для перевірки гіпотези, 312 студентів університету зіграли ролі присяжних, де спостерігали за відеозаписом свідка, який дав свідчення під час судового розгляду. Результати підтвердили гіпотезу, адже на «присяжних» найбільше вплинула остання дія (брехня або правда).

### Сприйнятий ризик
Попередні дослідження показали, що пояснення гіпотетичної події збільшує сприйняття події як більш імовірної через створення причинних зв'язків. Однак такі ефекти можуть виникнути через використання евристики доступності; тобто суб'єктивна ймовірність зростає, коли подію стає легше уявити.

### Ефекти яскравості
Два дослідження з 108 студентами досліджували яскраву інформацію та її вплив на соціальне судження та евристику доступності та її роль у опосередкуванні яскравих ефектів.
У дослідженні 1, суб'єкти слухали запис на касеті, де описувалася жінка, яка жила зі своїм 7-річним сином. Суб'єкти потім почули аргументи придатності жінки виконувати роль матері і їх просили зробити власні висновки щодо її придатності чи непридатності. Встановлено, що конкретна і барвиста мова впливає на судження про придатність жінки як матері.
У дослідженні 2 суб'єктам був представлений ряд чоловічих і жіночих імен; для кожного імені суб'єктам було сказано, до якого університету індивід належить (Йель або Стенфорд). Коли називали деякі імена, суб'єктам одночасно показували фотографію, яка нібито зображувала названого індивіда. Згодом для оцінки того, що суб'єкти могли запам'ятати (як міра доступності), кожне ім'я було повторно представлено, а також відповідна фотографія, якщо вона була спочатку представлена. У дослідженні розглядалося, чи показ або не показ фотографії впливав на оцінку суб'єктами щодо відсотка студентів Єльського університету (чи Стенфорду) у вибірці чоловіків і жінок, чиї імена з'явилися в первинному списку, і чи були ці оціночні відсотки причинно пов'язані до спогадів респондентів про приналежність коледжу окремих студентів у списку. Наявність фотографій вплинула на судження про частку студентів і студенток у двох університетах. Такі ефекти, як правило, приписувалися легкому доступу до яскраво представленої інформації в пам'яті, тобто евристиці доступності.
В обох дослідженнях яскравість вплинула як на доступність (здатність згадувати), так і на судження. Проте результати каузального моделювання вказали на те, що евристика доступності не відігравала ролі в процесі судження.

### Частота і ймовірність судження
Загалом, доступність корелює з екологічною частотою, але на неї впливають і інші фактори. Отже, покладання на евристику доступності призводить до систематичних упереджень. Такі упередження демонструються в оціненій частоті класів слів, комбінаторних результатів і повторних подій. Явище ілюзорної кореляції пояснюється як упередження доступності.
У оригінальному дослідженні Тверського і Канемана (1973) три основні фактори, які обговорюються, — це частота повторень, частота спільного виникнення і ілюзорна кореляція . Використання частоти повторень допомагає при пошуку відповідних випадків. Ідея цього явища полягає в тому, що чим більше випадок повторюється в межах категорії або списку, тим сильнішим стає зв'язок між цими двома випадками. Потім особи використовують сильну асоціацію між випадками для визначення частоти випадків. Отже, асоціація між категорією або списком і конкретним випадком часто впливає на судження про частоту. Частота спільного виникнення сильно пов'язана з частотою повторень, тим, що чим більше повторюється пара елементів, тим сильнішою стає асоціація між цими двома елементами, що призводить до упередженості при оцінці частоти спільного виникнення. У зв'язку з явищами частоти спільного виникнення, ілюзорна кореляція також часто грає велику роль.
Іншим фактором, який впливає на евристику доступності у частоті і ймовірності, є зразки. Зразки — це типові приклади, які виділяються під час процесу пригадування. При відповіді на питання, якими є розміри різних наборів (скільки чоловіків і скільки жінок в класі), учасники використовують зразки для визначення розміру кожного набору. Учасники отримують свою відповідь на основі легкості згадування імен, які чимсь виділялися. Учасники читали список імен учасників класу протягом 30 секунд, а потім учасників спитали про співвідношення чоловіків і жінок у класі. Відповідь учасника буде залежати від пригадування зразків. Якщо учасник, який читав список, пригадував, що бачив більше поширених чоловічих імен, наприклад Джек, але всі жіночі імена в класі були незвичайними іменами, наприклад Діпіка, то учасник згадував, що було більше чоловіків, ніж жінок. Протилежне було б вірним, якщо б у списку були більш поширені жіночі імена і незвичні чоловічі імена. Завдяки евристиці доступності, імена, які є більш доступними, більш ймовірно, будуть пригадані і, таким чином, можуть змінювати судження про ймовірність.
Іншим прикладом евристики доступності та зразків є побачити акулу в океані. Побачити акулу має більший вплив на пам'ять людини, ніж побачити дельфіна. Якщо хтось бачить акул і дельфінів в океані, вони будуть менш усвідомлювати, що бачать дельфінів, тому що дельфіни мали менше впливу на їхню пам'ять. Внаслідок більшого впливу бачення акули, евристика доступності може вплинути на оцінку ймовірності співвідношення акул і дельфінів у воді. Таким чином, людина, яка бачила і акулу, і дельфіна, припускала б більш високе співвідношення акул у воді, навіть якщо в реальності дельфінів більше.

## Критика

### Легкість пригадування як критика
Однією з найбільш ранніх і найпотужніших критик оригінального дослідження Тверського і Канемана щодо евристики доступності було дослідження команди Шварца, яке виявило, що легкість пригадування була ключовим компонентом у визначенні того, чи стала концепція доступною. Настільки багато досліджень з часу цієї критики оригінальної моделі евристики доступності повторювали цю початкову критику, що фактор легкості пригадування став інтегральним аспектом самої евристики доступності (див. Розділ Дослідження).

### Альтернативні пояснення
Велика частина критики щодо евристики доступності стверджувала, що використання вмісту, який стає доступним у нашій свідомості, не ґрунтується на зручності пригадування, запропонованої командою Шварца. Наприклад, можна стверджувати, що пригадування більше слів, що починаються з літери К, ніж слів, де К є третьою буквою, може виникати з того, як ми класифікуємо і обробляємо слова в нашій пам'яті. Якщо ми категоризуємо слова за першою буквою і пригадуємо їх через той самий процес, це дає більшу підтримку евристиці репрезентативності, ніж евристиці доступності. Ґрунтуючись на можливості таких пояснень, деякі дослідники стверджували, що класичні дослідження щодо евристики доступності занадто розпливчасті в тому, що вони не враховують основні психічні процеси людей. Дійсно, дослідження, проведене командою Ванке продемонструвало, що цей сценарій може відбуватися в ситуаціях, які використовуються для тестування евристики доступності. Необхідно провести майбутні дослідження, щоб визначити, чи відбудеться таке альтернативне пояснення і за яких умов.
Другий напрямок дослідження показав, що оцінка частоти може бути не єдиною стратегією, яку ми використовуємо при прийнятті частотних суджень. Недавній напрямок досліджень показав, що наша ситуаційна робоча пам'ять може отримувати доступ до довгострокових спогадів, і цей процес пошуку спогаду включає можливість визначення більш точних ймовірностей. Цей висновок дозволяє припустити, що необхідно проводити додаткові дослідження, щоб визначити, наскільки активація спогадів впливає на евристику доступності.